# Mineral Point (condado de Iowa, Wisconsin)
Mineral Point es un pueblo ubicado en el condado de Iowa en el estado estadounidense de Wisconsin. En el Censo de 2010 tenía una población de 1.033 habitantes y una densidad poblacional de 6,74 personas por km².

## Geografía
Mineral Point se encuentra ubicado en las coordenadas 42°52′15″N 90°8′51″O / 42.87083, -90.14750. Según la Oficina del Censo de los Estados Unidos, Mineral Point tiene una superficie total de 153.36 km², de la cual 153.11 km² corresponden a tierra firme y (0.16%) 0.24 km² es agua.

## Demografía
Según el censo de 2010, había 1.033 personas residiendo en Mineral Point. La densidad de población era de 6,74 hab./km². De los 1.033 habitantes, Mineral Point estaba compuesto por el 98.45% blancos, el 0.19% eran afroamericanos, el 0% eran amerindios, el 0.1% eran asiáticos, el 0% eran isleños del Pacífico, el 0.58% eran de otras razas y el 0.68% pertenecían a dos o más razas. Del total de la población el 0.58% eran hispanos o latinos de cualquier raza.